# 上海鲁迅故居

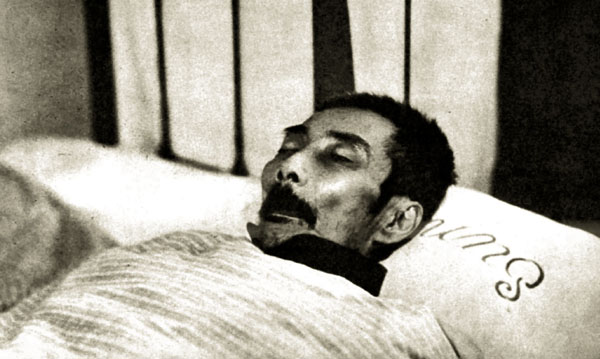
鲁迅遗容。1936年10月19日，鲁迅在这里逝世。

上海鲁迅故居位于今上海市虹口区山阴路132弄9号（原大陆新村1弄9号）一栋三层楼房，由上海鲁迅纪念馆维护。第一层是鲁迅的会客室和餐室，第二层为鲁迅书房，鲁迅夫妇卧室，客房，第三层为儿子周海婴的卧室。

## 历史
1933年4月，日侨内山完造以上海内山书店职员的名义替鲁迅租下住所。鲁迅自1933年4月11日至1936年10月19日逝世前一直居住于此。
1959年5月26日，上海市人民委员会公布了第一批上海市文物保护单位，鲁迅故居位列其中。1977年，又被列入重新公布的名单中。